# Chris Irwin
Chris Irwin (Wandsworth, London, Engleska, 27. lipnja 1942.) je bivši britanski vozač automobilističkih utrka.

## Rezultati u Formuli 1
| Sezona | Momčad                      | Šasija       | Motor             | Utrke | Pobjede | Podiji | Bodovi | Plasman |
| ------ | --------------------------- | ------------ | ----------------- | ----- | ------- | ------ | ------ | ------- |
| 1966.  | Brabham Racing Organisation | Brabham BT22 | Climax Straight-4 | 1     | 0       | 0      | 0      | —       |